# Ꭰ
Cette page contient des caractères spéciaux ou non latins. S’ils s’affichent mal (▯, ?, etc.), consultez la page d’aide Unicode.
Ne doit pas être confondu avec la lettre latine D.
Ꭰ (minuscule ꭰ), appelé a, est une lettre du syllabaire cherokee. Sa graphie est inspirée de la lettre latine D.

## Représentations informatiques
Le a peut être représenté avec les caractères Unicode (cherokee, supplément cherokee) suivants, :
| lettres   | représentations | chaînes de caractères | points de code | descriptions                |
| --------- | --------------- | --------------------- | -------------- | --------------------------- |
| majuscule | Ꭰ               | Ꭰ                     | U+13A0         | lettre cherokee a           |
| minuscule | ꭰ               | ꭰ                     | U+AB70         | lettre minuscule cherokee a |